# Mellan-Movattnet
Mellan-Movattnet är en sjö i Örnsköldsviks kommun i Ångermanland och ingår i Gideälvens huvudavrinningsområde. Sjön har en area på 0,0996 kvadratkilometer och ligger 193,4 meter över havet.

## Delavrinningsområde
Mellan-Movattnet ingår i det delavrinningsområde (706571-163675) som SMHI kallar för Utloppet av Mellan-Movattnet. Medelhöjden är 199 meter över havet och ytan är 0,69 kvadratkilometer. Det finns inga avrinningsområden uppströms utan avrinningsområdet är högsta punkten. Vattendraget som avvattnar avrinningsområdet har biflödesordning 2, vilket innebär att vattnet flödar genom totalt 2 vattendrag innan det når havet efter 64 kilometer. Avrinningsområdet består mestadels av skog (86 procent). Avrinningsområdet har 0,1 kvadratkilometer vattenytor vilket ger det en sjöprocent på 14,1 procent.